# Marcgravia punctifolia
Marcgravia punctifolia är en tvåhjärtbladig växtart som beskrevs av S. Dressler. Marcgravia punctifolia ingår i släktet Marcgravia och familjen Marcgraviaceae. Inga underarter finns listade i Catalogue of Life.